# Market Shop
Market Shop è un villaggio di Saint Kitts e Nevis, situato nell'isola di Nevis, capoluogo della parrocchia di Saint George Gingerland.